# Berolinahaus
Le Berolinahaus est un gratte-ciel construit entre 1929 et 1932 sur l'Alexanderplatz à Berlin, en Allemagne.
Le bâtiment, conçu par l'architecte Peter Behrens, est un exemple exceptionnel de modernisme classique dans le style de la Nouvelle Objectivité et est classé monument historique depuis 1975. Il est utilisé comme un immeuble mixte de bureaux et de commerces.

## Histoire
L'Alexanderplatz était déjà une place très populaire à la fin des années 1920. À cette époque, les transports en commun se croisaient sur cinq niveaux différents et trois nouvelles lignes de métro devaient compléter la mobilité dans un futur proche. Étant donné que la surpopulation devenait un problème de plus en plus grave, le conseiller municipal Martin Wagner annonce un concours d'architecture pour la refonte de l'Alexanderplatz. Dans le même temps, la ville achète des terrains supplémentaires pour l'expansion. Les gagnants du concours sont les frères Hans et Wassili Luckhardt. Cependant, comme l'investisseur n'était pas d'accord avec leurs plans, la commande est attribuée à Peter Behrens, dont la conception avait remporté le deuxième prix. L'émergence du national-socialisme et la crise économique mondiale arrêtent la poursuite de la mise en œuvre du projet. Seuls les Alexander- et Berolinahaus sont réalisés. Ce sont aussi les derniers projets entièrement exécutés de l'architecte.

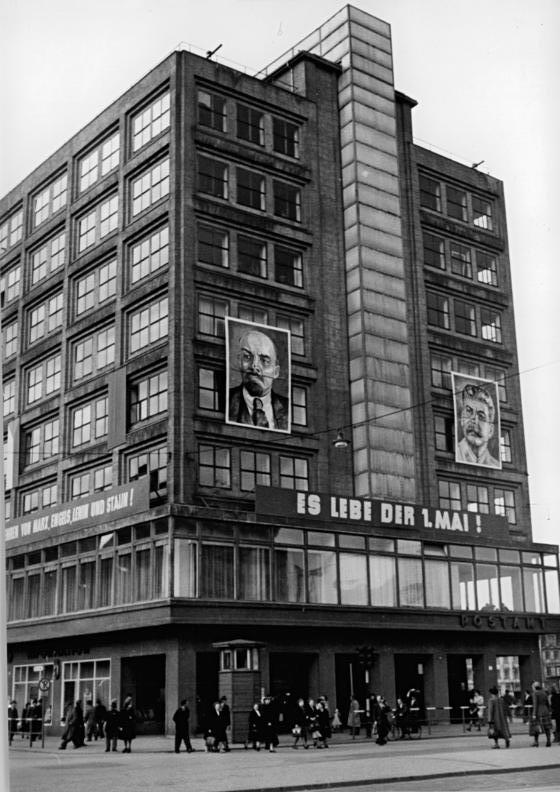
La Berolinahaus en 1953.

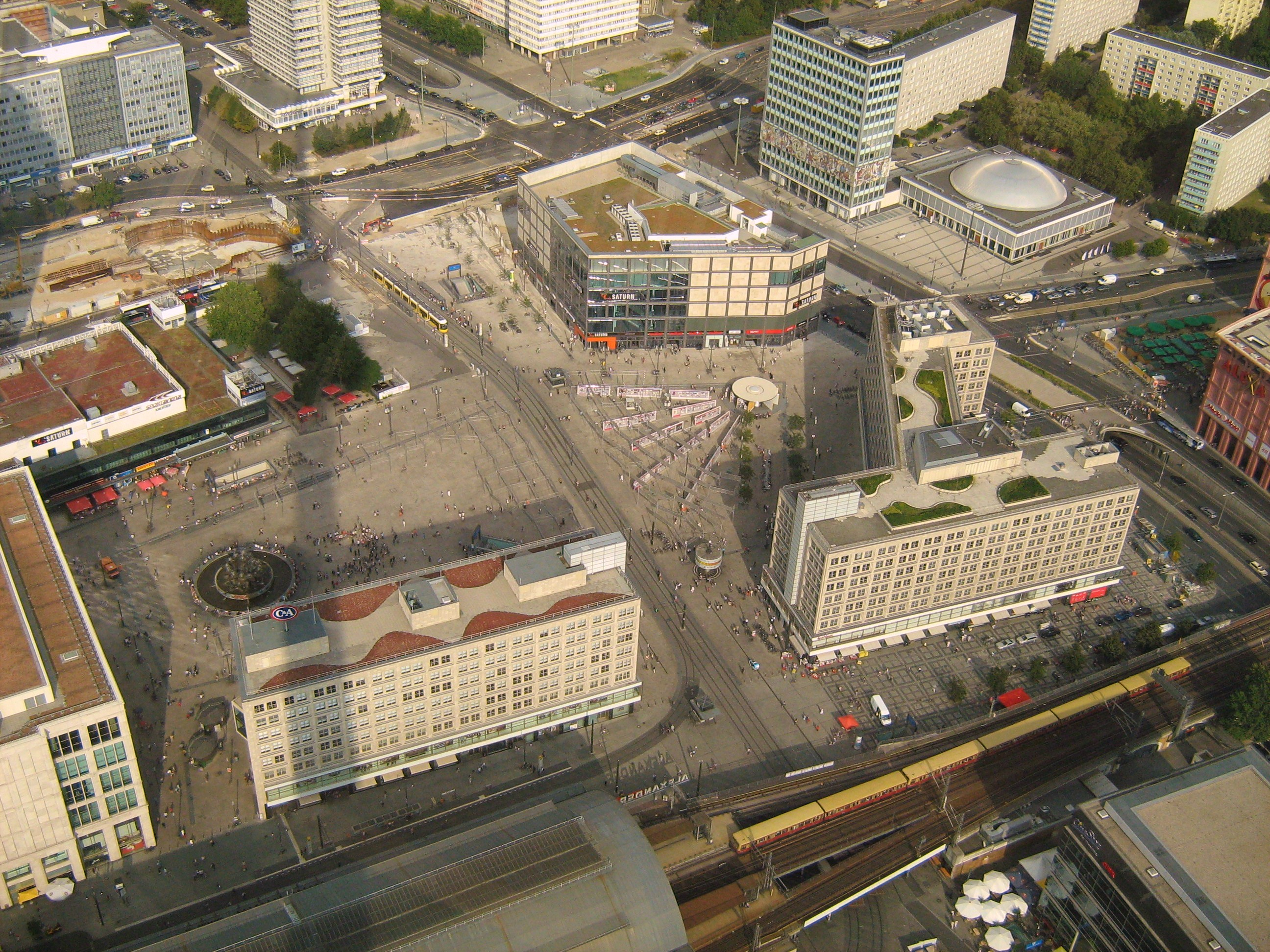
Vue de l'Alexanderplatz depuis la tour de télévision :
- en bas, la gare Alexanderplatz,
- au bord gauche de l'image, la Galeria Kaufhof,
- en face d'elle, la fontaine de l'amitié entre les peuples,
- entre les deux, la Berolinahaus
- à sa droite se trouvent l'horloge universelle Urania et l'Alexanderhaus.

## Littérature
- Bernd Hettlage, Berolinahaus Alexanderplatz Berlin, Stadtwandel Verlag, Berlin, 2007,  (ISBN 978-3-86711-000-6).
- Markus Sebastian Braun (Hrsg.), Haubrich, Hoffmann, Meuser, van Uffelen, Berlin. Der Architekturführer, Braun Publishing, Berlin, 2010,  (ISBN 978-3-03768-051-3), p. 135.